# Tibellus armatus
Tibellus armatus es una especie de araña cangrejo del género Tibellus, familia Philodromidae. Fue descrita científicamente por Lessert en 1928.

## Distribución
Esta especie se encuentra en África del Sur.